# R-Area Air Force

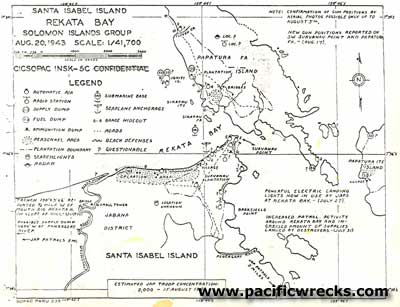
Karte des japanischen Stützpunktes in der Rekata-Bucht, 1942.

R Area Air Force ist die englische Bezeichnung für eine Lufteinheit des Japanischen Kaiserreiches während des Pazifikkrieges im Zweiten Weltkrieg. Die Flugverbände der R Area Air Force bestanden zum größten Teil aus Wasserflugzeugen und waren sowohl der Kaiserlich Japanischen Heeres- als auch der Marineluftwaffe unterstellt. Die Einheit operierte vor allem in Neuguinea, Rabaul und in den Salomonen-Inseln.
Besondere Bekanntheit erhielt die R Area Air Force dadurch, dass ihre Maschinen 1942 und 1943 gezielt Störangriffe gegen alliierte Truppen im Pazifik flogen, was ihnen die Spitznamen Washing Machine Charlie und Louie the Louse und somit eine große Bekanntheit bei den amerikanischen Truppen einbrachte. Die Namen wurden von den alliierten Soldaten, die seit August 1942 auf Guadalcanal kämpften, wegen des charakteristischen Motorgeräusches der Wasserflugzeuge verliehen, die Nachts flogen und kleinere Bomben abwarfen, um die Alliierten aus dem Schlaf zu reißen. Später verwendete auch der amerikanische Soldatensender Radio Cactus die Namen für anti-japanische Propaganda-Zwecke, was dazu beitrug, sie zu verbreiten und zu popularisieren. Im weiteren Verlauf des Krieges wurde der Name auch allgemein für einzelne japanische Flugzeuge benutzt, die nächtliche Angriffe gegen die Alliierten flogen.

## Vorgeschichte
Nach der Landung der Alliierten auf Guadalcanal und dem Beginn der Kämpfe konnten die amerikanischen Seabees ein Flugfeld in der Nähe des kleineren Dorfes Honiara errichten, indem sie eine sich im Aufbau befindliche japanische Landebahn fertigstellten und einen ersten Flugbetrieb ermöglichten. Bald konnten auf dem neuen Flugplatz, genannt Henderson Field, auch Transport- und Bomberflugzeuge landen. Die japanischen Verteidiger auf Guadalcanal versuchten mehrmals vergeblich, die feindliche Rollbahn einzunehmen. Der erste Angriff erfolgte am 21. August in der Nähe des Tenaru-Flusses und endete mit einem japanischen Debakel. Auch alle weiteren Versuche wurden trotz japanischer Überlegenheit durch die amerikanischen Soldaten vereitelt.
Nach dem Misserfolg der Bodenoffensiven begannen die japanischen Kommandeure in den Salomonen eine Luftkampagne gegen die Alliierten auf Guadalcanal. Die Start- und Landebahn von Henderson Field wurde als Primäres Ziel ausgewählt und zum Objekt schwerer Angriffe. Zweck dieser Luftattacken war es, die feindliche Moral zu untergraben und schwere Sachschäden an den amerikanischen Stellungen anzurichten.
Die Angriffe wurden von A6M Zero Jägern der japanischen Trägerverbände in der Salomonensee geflogen, die gezielt amerikanische Aufbauten und Maschinen auf dem Gelände des Flughafens unter Beschuss nahmen, sowie von G4M Betty und G3M Nell Bombern, die das Flugfeld aus größeren Höhen attackierten.

## Erste Nachtangriffe der Wasserflugzeuge und Entstehung des Namens

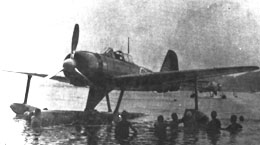
Japanisches Washing Machine Charlie A6M Zero-Modell Wasserflugzeug der R Area Air Force in Rekata.

Angesichts der hohen Verluste, die die japanischen Maschinen durch die feindlichen Jagdflugzeuge und die Flugabwehr erlitten, mussten die Luftangriffe bei Tag allerdings bald eingestellt werden. Es wurden jedoch in den folgenden Wochen Nachtangriffe durch japanische Wasserflugzeuge gegen die amerikanischen Truppen in der Nähe von Henderson Field geflogen: diese Angriffe richteten zwar nur geringe Materialschäden an, da die Dunkelheit in Verbindung mit der vorgeschriebenen und streng eingehaltenen Verdunklung den japanischen Piloten die Sicht auf mögliche Angriffspunkte nahmen. Aber sie konnten durch amerikanische Flugzeuge nicht abgewehrt werden, da auf Guadalcanal noch keine Nachtjäger stationiert waren, und hatten einen verheerenden Effekt. Denn vor allem der psychologische Druck, den die schlafraubenden, an den Nerven zehrenden Nachtattacken den Amerikanern zufügten, trug sehr dazu bei, deren Kampfmoral zu schwächen. Aufgrund des Motorgeräusches der japanischen Wasserflugzeuge wurden diese bald in Washing Machine Charlie, dt. Waschmaschine Charlie oder Louie the Louse, dt. Louie der Floh umgetauft.

### Ablauf der Angriffe
Ein US-Veteran aus Guadalcanal beschrieb die Nachtangriffe folgendermaßen: 

„Um etwa 01.00 Uhr morgens konnte man das Motorengeräusch von Charley (Washing Machine Charlie) wahrnehmen, und der Bursche kreiste etwa drei bis vier Stunden über unserem Flugplatz, und immerzu hörten wir die Motoren und wussten nie, wann der Pilot die Bomben abwerfen würde. Wenn der Sprit langsam knapp wurde, warf er die Ladungen ab und kehrte zurück (nach Rekata), nur damit ein anderes Charley-Wasserflugzeug an seine Stelle trat. Wenn der zweite Charley nicht kam, wussten wir, es würde Louie der Floh kommen: Louie war ein Flugzeug, das immer wieder Leuchtraketen abschoss und uns damit um den Schlaf brachte. Zudem dienten die Raketen als Markierung für die im Ironbottom Sound kreuzenden japanischen Schiffe, und die schossen dann immer ein, zwei Granaten auf uns ab. Dann kam der Morgen, und die Japaner warfen wieder Handgranaten, und wir mussten zurück an die Front.“

### Stützpunkte der japanischen Wasserflugzeuge

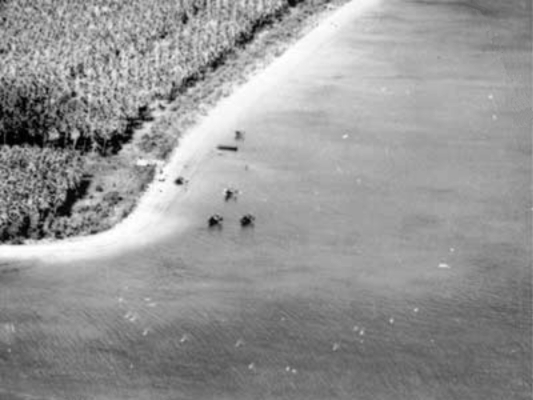
Fünf japanische Wasserflugzeuge der R Area Air Force beim Stützpunkt in der Rekata-Bucht, an der Küste der Insel Santa Isabel.

Die Wasserflugzeugstaffeln, welche diese Angriffe durchführten, bestanden meistens aus Mitsubishi F1M, alliierter Codename Pete, und Aichi E13A, alliierter Codename Jake. Diese Flugzeuge waren in zwei Einheiten gruppiert, die jeweils einem Flugzeugmutterschiff angehörten: die 1. Staffel gehörte der Kamikawa Maru an, die 2. Staffel der Kiyokawa Maru. Diese beiden Mutterschiffe konnten Anfang Mai 1942 insgesamt über 48 Flugzeuge aufnehmen, doch nur 34 der Maschinen waren einsatzbereit. Die Wasserflugzeuge wurden am 3. Mai 1942 von den beiden Frachtern bei einem neu errichteten japanischen Wasserflugzeugstützpunkt in der Bucht von Rekata, Neuirland abgeladen. Daraufhin wurden die Mutterschiffe nach Kavieng beordert und die Flugzeuge verblieben bei ihren neuen Stützpunkten. Mitte Mai begannen die Piloten dieser Maschinen, Nachtangriffe gegen die amerikanischen Truppen auf Guadalcanal zu fliegen: die Flugzeuge warfen 250-Kilo-Bomben oder schossen Leuchtraketen ab, um den Amerikanern den Schlaf zu rauben. Zu den 34 Flugzeugen der beiden Schiffe kamen im September auch etwa 20 Maschinen der R Area Air Force. Die R Area Air Force war eine speziell aufgestellte japanische Einheit, die mit F1M ausgerüstet wurde und Aufklärungsflüge sowie Störangriffe gegen die amerikanischen Basen in den Salomonen fliegen sollte.
Eine amerikanische B-17 Bombermaschine konnte im September 1942 dem Stützpunkt bei Rekata einen schweren Schlag zufügen, da ihre Bomben ein japanisches Patrouillenboot, Kaibokan nr. 35, auf offener See trafen. Das Boot sank in wenigen Minuten, zusammen mit 54 Seeleuten und Wasserflugzeugpiloten und -Mechanikern, die nach Rekata unterwegs waren.

### Japanische Verteidigung der Stützpunkte

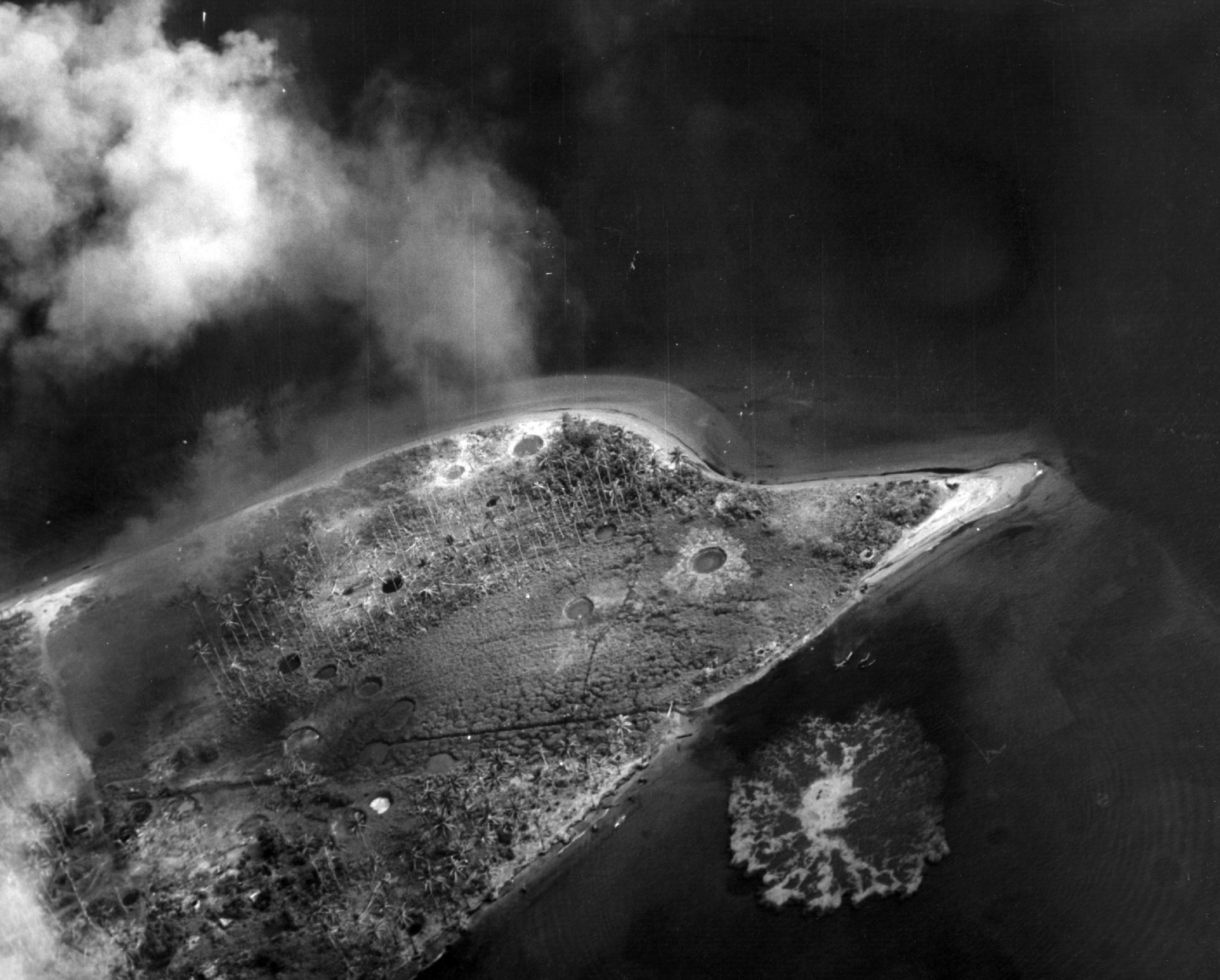
Der japanische Stützpunkt bei Rekata wird durch amerikanische Sturzkampfbomber angegriffen. Einige Wasserflugzeuge liegen im Wasser. In der unteren rechten Bildecke kann man ein japanisches Patrouillenboot erkennen.

Die japanischen Stützpunkte in der Rekata-Bucht konnten wegen der fehlenden Flugfelder nicht durch Jagdflugzeuge verteidigt werden, obwohl die Bucht in der Reichweite der japanischen Maschinen in Rabaul lag. Angesichts der Operationen der amerikanischen Flieger von Henderson Field aus gegen die japanischen Stützpunkte, wurden in Rekata zahlreiche Flugabwehrgeschütze installiert sowie zwei Flugabwehr-Kompanien, die mit Maschinenkanonen ausgerüstet waren. Die Flak-Stellungen verliefen entlang des Strandes, während die militärischen Unterkünfte zwischen dichten Palmenhainen gebaut worden waren. Die beiden Flak-Kompanien wurden im November durch spezielle Flugabwehrtruppen der R Area Air Force verstärkt, und auch die Zahl der Geschütze wuchs an. In Rekata wurden vor allem 25-mm-Maschinenkanonen in Drillingslafetten installiert und auch schwerere 75-mm-Geschütze. Zudem kreuzten vor der Küste zwei japanische Korvetten, welche mit ihrer Flugabwehrbewaffnung ebenfalls zur Verteidigung des Stützpunktes beitragen konnten.

## Amerikanischer Luftangriff vom 29. März 1943
Im Laufe der Kämpfe um Guadalcanal wurden, aufgrund der längeren Distanzen und der erwarteten Flugabwehr, keine Luftangriffe gegen die Wasserflugzeuge in Kavieng geflogen. Erst nachdem sich die Lage auf den Salomonen mit der Evakuation der japanischen Truppen aus Guadalcanal (Operation Ke) am 1. Februar 1943 endgültig stabilisiert hatte, forderte General Alexander M. Patch einen Luftangriff gegen die japanischen Stützpunkte bei Kavieng und Rabaul. Ziel der Angriffe war es, die japanischen Basen endgültig auszuschalten, um weitere Aufklärungs- und Angriffsflüge der japanischen Wasserflugzeuge zu unterbinden. Die Washing Machine Charlie Flugzeuge flogen nämlich trotz des amerikanischen Sieges immer noch nächtliche Störangriffe gegen die Alliierten auf Guadalcanal.
Der erste Luftangriff wurde für den 29. März 1943 geplant: Acht P-38 und acht F4U Corsair Maschinen sollten einen kombinierten Angriff gegen Rekata fliegen, doch zehn der amerikanischen Flugzeuge mussten auf halbem Wege wegen Treibstoffknappheit umkehren. Die sechs alliierten Flieger, fünf P-38 und eine Corsair, konnten im Morgengrauen sechs Flugboote zerstören und fügten den Bauten des Stützpunkts und Flakstellungen schwere Schäden zu. Beim Rückflug wurde eine P-38 durch eine Kollision mit einem gegnerischen Zerstörer schwer beschädigt, der Pilot konnte die Maschine jedoch wieder nach Henderson Field steuern. Durch diesen verheerenden amerikanischen Luftangriff wurden sechs der neun Wasserflugzeuge in Rekata zerstört: somit wurden die Aktivitäten der Washing Machine Charlie Maschinen endgültig unterbunden. Nur ein amerikanischer Bordschütze kam bei diesem Einsatz durch feindliche Flak-Treffer ums Leben.

## Folgen

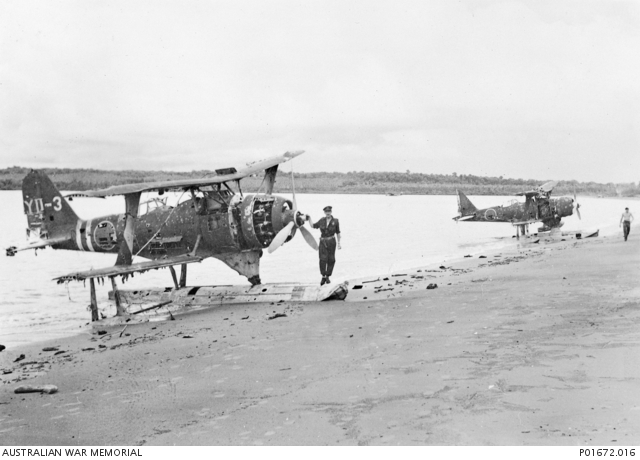
Zerstörte japanische Wasserflugzeuge in Rekata. Zwei RNZAF-Piloten lassen sich mit den zerstörten Flugzeugen fotografieren.

### Weitere Angriffe
Weitere Luftangriffe gegen die Rekata-Bucht und die Aufklärer der R Area Air Force wurden im Juli und im August 1943 geflogen. Bei den beiden Angriffen konnte jeweils eine amerikanische SBD Dauntless von der feindlichen Flugabwehr abgeschossen werden. Der japanische Stützpunkt jedoch wurde fast vollkommen zerstört, neun Flugboote sanken und drei weitere Wasserflugzeuge wurden bei Rückflug über Savo abgefangen und abgeschossen. Rekata Bay wurde infolge dieser Attacken von den Japanern im September 1943 evakuiert. Weitere amerikanische Luftangriffe gegen die große japanische Hafenbasis von Rabaul, deren Landebahnen ab November 1943 für Luftangriffe gegen amerikanische Truppen auf Bougainville dienten, erfolgten im Februar 1944 (Operation Hailstone). Trägerflugzeuge und Bomber beteiligten sich an diesem Schlag, durch den mehrere japanische Kriegs- und Transportschiffe versenkt werden konnten. Weitere Angriffe fanden im Lauf der Jahre 1944 und 1945 statt, doch einige Staffeln japanischer Flugzeuge in Rabaul blieben bis April 1945 aktiv.

### Kriegstourismus in Rekata
1943, 1944 und 1945 wurde die verlassene Bucht zum Souvenirshop für amerikanische Flugboot-Piloten. Die Piloten sammelten ein, was immer sie finden konnten: Nummernschilder japanischer Autos und Lastwagen des Stützpunktes, Schrapnellsplitter oder Helme, Patronen und vergessene Notizbücher, oder sie schlachteten direkt die verlassenen Wasserflugzeuge auf der Suche nach Erinnerungsstücken und Trophäen aus. 1943 flog ein Team des Militärnachrichtendienstes zur Bucht, um die abgestürzten feindlichen Flugzeuge zu untersuchen. Am 15. Februar 1944 stellte dieses Team in einer CEAC (Crashed enemy aircraft report) Mitteilung fest, dass in der Rekata-Bucht insgesamt fünfzehn feindliche Flugzeuge gefunden worden seien: 7 F1M2 der R Area Air Force, 2 A6M Zero Jagdflugzeuge, 3 G4M Betty Bomber, 2 E7K Alf und eine E13 Jake. Alle Maschinen waren nur noch Skelette. Während die Japaner vermutlich selbst die Motoren aus den Maschinen ausgebaut und abtransportiert hatten, waren von den Wracks zahlreiche Hinomarus und Markierungen durch alliierte Plünderer entfernt worden. Eine neuseeländische PBY Catalina landete am 28. August 1945, wenige Tage vor der japanischen Kapitulation in Rekata, um die Flugzeugreste aufzusuchen. Ein Mann der Crew wurde dabei als vermisst gemeldet – vermutlich war er bei der Besichtigung eines Wracks von einem Krokodil angegriffen und getötet worden.
Heutzutage befindet sich bei Suavanau eine kleine Rollbahn. Zwei japanische Flugzeugskelette der Washing Machine Charlie liegen noch immer im seichten Wasser vor dem ehemaligen Stützpunkt.

## Weiterführende Literatur
- Bernard Millot: La guerra del Pacifico. (Originaltitel: La guerre de Pacifique.) BUR, Montreuil, 1967; Kapitel Guadalcanal.
- Richard B. Frank: Guadalcanal: The Definitive Account of the Landmark Battle. Penguin Books, Washington D.C., 1992.
- C. und A. Cooper: War in Pacific Skies, Zenith Press, Washington D. C., 2005. ISBN 978-0-7603-3932-9.
- Robert Leckie: Strong Men Armed: the US Marines against Japan. Da Capo Press, Washington D.C., 2010. ISBN 978-0-306-81887-5.